# Mazama bricenii
Mazama bricenii är en däggdjursart som beskrevs av Thomas 1908. Mazama bricenii ingår i släktet spetshjortar, och familjen hjortdjur. IUCN kategoriserar arten globalt som sårbar. Inga underarter finns listade i Catalogue of Life.
Detta hjortdjur förekommer i bergstrakter i Colombia och Venezuela. Beståndet är delat i flera populationer. Arten vistas i regioner som ligger 1000 till 3500 meter över havet. Habitatet utgörs av molnskogar och av bergsängar. Mazama bricenii har troligen samma levnadssätt som andra spetshjortar som lever i bergstrakter. De är aktiva på dagen och på natten och de äter frukter och gröna växtdelar. Individerna lever ensam eller i par. De markerar revirets gränser med avföring.